# Kuh-e Hadschi-ye Morde
Kūh-e Hādschī-ye Morde (persisch کوه حاجی  مرده, DMG kūh-e ḥāǧǧī-ye morde, ‚Berg des toten Hadschi‘) ist ein 2265 m hoher Berg des Zagros-Gebirges bei Behbahān in der iranischen Provinz Kohgiluyeh und Boyer Ahmad im Südwesten des Landes.

## Lage
Der Berg liegt 70 km südöstlich von Rāmhormoz und circa 100 km nordwestlich von Gachsaran.